# Il Cristo proibito
Il Cristo proibito (bra: O Cristo Proibido) é um filme de drama italiano de 1951, dirigido por Curzio Malaparte. No Festival Internacional de Cinema de Berlim 1951 o drama ganhou o Prêmio Especial por uma Excelente Realização do Filme, e também foi nomeado ao Palma de Ouro no Festival de Cannes 1951.

## Elenco
- Raf Vallone como Bruno Baldi
- Alain Cuny como Antonio
- Anna Maria Ferrero como Maria
- Elena Varzi como Nella
- Gino Cervi como sacristão
- Ernesta Rosmino como Assunta
- Philippe Lemaire como Pinin
- Luigi Tosi como Andrea
- Rina Morelli como mãe de Bruno
- Gualtiero Tumiati como pai de Bruno